# الفرع الرسغي الظهراني للشريان الزندي
الفرع الرسغي الظهراني للشريان الزندي (بالإنجليزية: Dorsal carpal branch of the ulnar artery)‏‏ هو شريان يتفرعُ من شريان زندي.

## فروعه
يخرجُ منه الفروع التالية:
- قوس الرسغ الظهرانية